# Масове вбивство в Плімуті
Масове вбивство в Плімуті — інцидент, що стався 12 серпня 2021 року, у Великій Британії, в графстві Девон. Одне з найбільших масових вбивств у Великій Британії із часів масового вбивства в графстві Камбрія.
Нападник 22-річний Джейк Девісон застрелив п'ятеро людей, в тому числі маленьку дівчинку, після чого застрелився.

## Передумови
Майбутній вбивця 22-річний Девісон говорив на відео про те, що його «побило» і «перемогло життя». YouTube видалив відеоролик Девінсона у якому він каже, що страждав від соціальної ізоляції і що йому важко знайомитись з жінками, та згадує про "інцели". Вбивця був у жінконенависницьких онлайн-групах чоловіків, які проти своєї волі мусять дотримуватись целібату і винуватять у своїх інтимних невдачах жінок. 
У 11-хвилинному відео, яке можливо було останнім, що опублікував Девісон, він каже: "Я знаю, що це фільм, але мені подобається іноді думати, що я Термінатор чи щось таке. Попри майже повний збій системи, він і далі намагається виконати свою місію".

## Історія
Стрілянина розпочалась приблизно о 6 вечора в районі Кейхем.
За словами одного з очевидців, чоловік, озброєний напівавтоматичною зброєю, вибив двері одного з будинків, після чого відкрив вогонь по матері і її дочці, які були в будинку. Після цього він спробував сховатися з місця події, пробіг через парк за будинком і застрелив там двох осіб, які гуляли з собаками.  В кінці вбивств, нападник застрелився сам
За даними поліції, нападник не пов'язаний з тероризмом.